# Сомхішвілі Тамаз Валер'янович
Сомхішвілі Тамаз Валер'янович (нар. 22 червня 1957, Тбілісі, Грузинська РСР) — грузинський і російський бізнесмен, кримінальний авторитет, відомий як «Тамаз Тобольський», лідер Західносибірського ОЗУ, один із найвпливовіших осіб кримінального світу РФ, громадянин Росії та Британії (з 2007 року). У 1990-ті був гендиректором російських компаній Лукойл, «Лукойл Маркетс» та Роснефтекспорт, бенефіціарний власник компанії «Київ-Термінал» (Україна). Один із найбагатших грузинів, 2013 року його статки оцінювалися в щонайменше $335 млн. За даними британських ЗМІ Тамаз пов'язаний із Олександром Жуковим, тестем Романа Абрамовича, а також добре знайомий з Михайлом Фрідманом через юридичну фірму, яка веде українські інтереси обох Фрідмана та Сомхішвілі.

## Життєпис
Тамаз народився 22 червня 1957 року в Грузинській РСР, за освітою — шкільний вчитель. 1984 року закінчив фізико-математичний факультет Тобольського педагогічного інституту, 1994 — факультет фінансів та кредитів Тюменського державного університету. 2002 року захистив кандидатську дисертацію на тему «Умови та джерела фінансування інвестицій у розвиток нафтової промисловості» в Національній академії економіки та держуправління при президенті РФ.

## Кар'єра
У 1992—1993 рр. — засновник і генеральний директор «Лукойл» (Тюмень, РФ).
У 1993—1999 рр. — засновник комерційний директор «Лукойл Маркетс» (Москва).
З 1995 по 2008 рік разом з «Лукойл» та «Роснефть» засновник-партнер і генеральний директор ВАТ «Роснефтекспорт» (Москва, РФ). Засновник-партнер з 1995 р. (співзасновники Лукойл та Роснефть).
З 1998 року — один із засновників тенісного клубу «Лукойл».
У 2001—2005 рр. — засновник і голова представництва в Москві Danao Engineering, що спеціалізується на добуванні та переробці як сировини, так і відходів.
З 2002 по 2004 рік — акціонер ВАТ «Томська нафта», компанія з будівництва трубопроводів, управління родовищ. У 2002—2008 роках — член правління Agroco, ТОВ Сільськогосподарська інвестиційна компанія.
2007 року одружився з громадянкою Великобританії, отримав британське громадянство.
У 2015 році Сомхішвілі заснував у Грузії Фонд освіти, науки та технологій для успіху завтрашнього дня, нині — «ТС Холдинг».
У 2017 році був обраний Президентом Федерації стрільби Грузії, єдиний кандидат, хто претендував на цю посаду.

## В Росії
Сомхішвілі є громадянином РФ, у 1990-х він контролював нафтову компанію «Когалимнафтогаз», яка пізніше перетворилася на «Лукойл». Він разом із російськими олігархами Вагітом Алікперовим та Леонідом Федуном був засновником Лукойлу. Тамаз є засновником «Тенісного клубу Лукойл», який у квітні 2022 року перейменували на «Тенісний клуб дуже важливих персон», іншим засновником ж віце-президент Лукойлу Сергій Кукура.

## В Україні
В Україні Сомхішвілі є власником компанії «Київ Термінал», яка 2007 року виграла тендер на реконструкцію Харківської площі у Києві, після чого компанія не вела жодних робіт власником компанії була віргінська компанія Tondan Investments Limited, власником якої є Тамаз Сомхішвілі. 2013 року інвестдоговір було розірвано через порушення закону, підробку підписів, після цього Сомхішвілі подав до суду на КМДА з вимогою компенсувати збитки: $25 млн компенсації за понесені збитки і $75 млн за втрачену вигоду. Київський Господарський суд задовольнив позов, КМДА виграла апеляцію, після чого скандальновідомий суддя Григорій Мачульський повернув справу на апеляцію. 2019 року суддя С. М. Мудрий виніс присудив стягнути з бюджету Києва 671 млн грн. ($25 млн) на користь Сомхішвілі.
Крім того, Тамаза Сомхішвілі звинуватили в організації аналогічної схеми в Одесі. Як зазначається в розслідуванні Сергія Іванова у виданні «Цензор», Сомхішвілі та люди із оточення мера Одеси Генадія Труханова вивели з власності держави земельну ділянку, що належала міському іподрому, після чого продали землю за $11 мільйонів місцевому девелоперу Аднану Ківану, який побудував на захопленій землі житловий комплекс. Сомхішвілі був прямим бенефіціаром компанії «Схід-ХХІ», через яку була проведена ця оборудка.

## Криміналітет
Сомхішвілі починав злочинну діяльність у Грузинській РСР, де став відомим у кримінальних колах як «Тамаз Тобольський», також він є лідером західносибірського злочинного угруповання.
Сомхішвілі пов'язували з одним із головних злодіїв у законі у злочинному світі — Дідом Хасаном (Аслан Усоян), а після його смерті — з його спадкоємцем Шакро Молодим (Захар Калашов). Сомхішвілі представляє інтереси останнього у Грузії та Україні. 2005 року спецслужби Іспанії затримали Шакро Молодого за відмивання грошей, його було засуджено до 7,5 в'язниці. У цей час бізнесом Шакро керував Сомхішвілі.
На початку 1990-х років Тамаз переїхав із Тобольська до Когалиму, де став помічником злодія в законі Богомола (Геннадія Богомолова), там Сомхішвілі контролював нафтову компанію «Когалимнафтогаз», яка пізніше змінила назву на «Лукойл».

## Співробітництво з Міністерством оборони РФ
За даними розслідувань журналістів, компанія Сомхішвілі є підрядником Міністерства оборони РФ, і виконує її замовлення з ремонту бойових літаків. ТС-Холдинг, що належить Тамазу Сомхівшвілі, афільований з «TAM Management». Це приватна компанія, що контролює Тбіліський авіаційний завод (Joint Stock Company Tbilaviamsheni), який виготовляє та ремонтує військову авіатехніку ще з часів СРСР. До правління заводу входить син Тамаза Сомхішвілі — Георгій. Завод має представництво в Москві, і є співзасновником ООО "НПК «Штурмовики Сухого», яке займається ремонтом винищувачів та штурмовиків СУ для російської армії. ООО "НПК «Штурмовики Сухого» має 11 державних контрактів з ремонту авіаційної техніки в РФ. Головний замовник ООО "НПК «Штурмовики Сухого» — російське державне підприємство «121 авіаційний ремонтний завод», який є флагманом військового авіаремонту РФ і займається модернізацією винищувачів Су та Міг — однієї з основних ударних сил російської армії у війні проти України.
Журналіст Сергій Іванов опублікував скани російських паспортів Тамаза і Георгія Сомхішвілі, а також документи російської Федеральної міграційної служби з даними про те, що Тамаз мав реєстрацію у Москві у 2018 і 2021 роках і жив там у власному житлі у ЖК «Фамільний дім». Іванов звернувся з результатами розслідування до СБУ, ОП, ВР, КМУ та НБУ з вимогою вирішити питання шодо ініціювання запровадження стосовно Сомхішвілі санкцій РНБО.
25 січня 2023 року вийшло розслідування проекту «Суботній вечір» грузинського телеканалу ТВ Перший. Журналісти виявили, що Сомхішвілі має вплив на Тбіліський авіаційний завод («Тбілавіамшені») та компанію ТАМ Management, що розташована на території заводу, та працює на його потужностях. За словами колишнього директора заводу Важі Тордія, який згодом став співвласником та директором TAM Management, «Тбілавіашмені» належить 20 % російського концерну «Штурмовики Сухого». Це підприємство займається ремонтом російських літаків. Членом правління та головою наглядової ради Тбіліського авіазаводу є син Тамаза Сомхішвілі Георгій.
За словами Важі Тордія, він заснував TAM Management 2015 року разом з Тамазом Сомхішвілі, якому відтоді належить 50 % акцій, вони робили це за підтримки колишнього прем'єр-міністра Грузії, проросійського політика Бідзіни Іванішвілі. Також грузинські журналісти дійшли висновків, що окрім ремонту та модернізації військових літаків, тбіліський завод займається модернізацією російських ракет класу «повітря-повітря».

## Сім'я
- Колишня дружина — Василець Олена Вікторівна, народилася в Армянську, УРСР, поетеса, письменниця, член Союзу письменників Росії[40][41][4]
- Син — Гіоргій Тамазович Сомхішвілі, живе у Москві[42]